# CRX10
CRX10 — корейский учебный робот, создан компанией CNRobot Co. Ltd., в Корее, город Тэджон. Высота робота 79,5 см, ширина 197, длина 192. Способен передвигаться со скоростью до 1 м/с. CRX10 поддерживает следующие языки программирования: Android, AVR, SPL, кроме того программную платформу MRDS (Microsoft Robotics Developer Studio), Windows-ориентированную среду для разработки и создания роботизированных приложений различного уровня сложности, среда включает в себя визуальный программный модульный инструмент для создания и отладки роботизированных приложений, визуальный язык программирования (VPL) в помощь начинающим робототехникам, кроме того она позволяет моделировать поведение роботов, дает упрощенный доступ к датчикам и исполнительным механизмам робота, поддерживает возможность создания робототизированных приложений с помощью других программных языков и позволяет реализовывать удаленные сценарии управления.

## Спецификация робота
- Матричный индикатор
- Скорость: 1 м/с
- Устройство для перевозки грузов
- Грузоподъёмность: 10 кг
- ЦПУ: Atmega 128, Atmega 88 Dual Processor
- DC мотор с энкодером/30:1/12 В
- Батарея: 11.1 В Литий-ионный аккумулятор 2.6 А·ч или 6 батареек типоразмера AAA, время работы 6 часов
- 4 колеса, диаметр 60,1 мм, специальные «шины»
- Датчики: оптический датчик положения (3 шт), IR сенсоры (7 шт), датчики звука (4 шт)
- Возможности сетевого взаимодействия: антенна, кабель UART, беспроводная локальная вычислительная сеть, Bluetooth: GAP, SPP[2].
- Зуммер

## Функциональные возможности
- возможность слежения за источником звука
- обход препятствий
- слежение за линией
- возможность автономного движения
- грузоподъемность (до 10 кг)
- повышенная проходимость
- повороты по часовой стрелке
- повороты против часовой стрелки
- распознавание изображения (опционально)
- дистанционная связь
- матричный индикатор
- поддержка программного языка VPL (Visual Programming Language в среде MRDS
- поддержка программного языка SPL (Simple Programming Language)
- поддержка программного языка Android
- поддержка программного языка AVR

## Аксессуары
- пульт дистанционного управления
- лоток для перемещения груза
- камера (опционально)
- Зарядное устройство